# Chilobrachys dyscolus
Chilobrachys dyscolus es una especie de tarántula del género Chilobrachys, de la familia Theraphosidae, orden Araneae. Fue descrita por Simon en 1886.
Se distribuye por Asia: Vietnam. Fue publicada en Arachnides recueillis par M. A. Pavie (sous chef du service des postes au Cambodge) dans le royaume de Siam, au Cambodge et en Cochinchine. Actes De La Société Linnéenne De Bordeaux 40: 137-, 166.